# فرحات مصطفین
فرحات مصطفین (انگلیسی: Farhat Mustafin؛ زادهٔ ۷ سپتامبر ۱۹۵۰) کشتی‌گیر اهل اتحاد جماهیر شوروی سوسیالیستی است.